# Pseudonereis gallapagensis
Pseudonereis gallapagensis är en ringmaskart som beskrevs av Johan Gustaf Hjalmar Kinberg 1865. Pseudonereis gallapagensis ingår i släktet Pseudonereis och familjen Nereididae. Inga underarter finns listade i Catalogue of Life.